# Chris Taylor (hudebník)
Chris Taylor (* 29. srpna 1981) je americký hudebník (multiinstrumentalista) a hudební producent. Svou hudební kariéru zahájil poté, co v roce 2004 získal diplom z New York University. Téhož roku se stal členem newyorské skupiny Grizzly Bear (po vydání jejich prvního alba Horn of Plenty). V následujících letech se skupinou nahrál několik alb, na kterých nejen hrál na baskytaru a různé další nástroje, ale byl také jejich producentem. V roce 2011 vydal album pod hlavičkou projektu CANT nazvané Dreams Come True. Jako producent spolupracoval také s dalšími skupinami, jako například Dirty Projectors (Rise Above), Nat Baldwin (Most Valuable Player) nebo The Morning Benders (Big Echo). V roce 2009 založil hudební vydavatelství Terrible Records.